# Mohammad Nabi
Mohammad Nabi Pashto:محمد نبي عيسی خېل  sinh ngày 3 tháng 3 năm 19859 là 1 vận động viên cricket người  Afghanistan, right-handed batsman và off break bowler. Anh đang chơi cho câu lạc bộ  Marylebone Cricket Club và Pakistan Customs.
Anh là vận động viên chủ chốt của đội tuyển quốc gia, ghi được 11 wickets trong giải 2009 ICC World Cricket League Division Three, giúp Agfghannistan tham dự  2009 ICC World Cup Qualifier. Nabi chơi trận ODI đầu tiên vơi đội  Scotland và ghi được 58 runs.
Trong trận đấu đầu tiên tại giải Intercontinental Cup, và cũng là trận  first-class đầu tiên của Agfhannistan, Nabi có được 102 runs trong first innings khi đối đầu với đội  Zimbabwe XI.
Tháng 2 năm 2010, Nabi chơi trận  Twenty20 International đầu tiên đối đầu với  Ireland, anh có được 1 wicket. Dù vậy, Afghanistan thua by 5 wickets.

## Liên kết khác
- Bản mẫu:Cricinfo